# Rosenbach (Adelsgeschlecht)

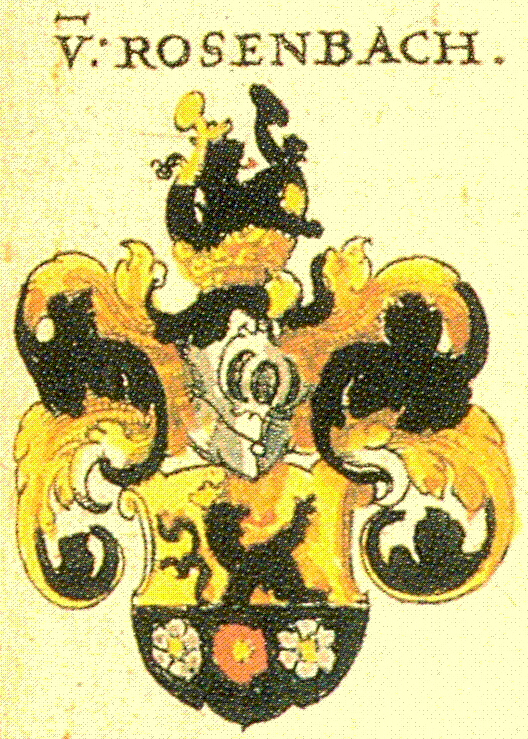
Das Rosenbach Wappen bei Siebmacher, hier als hessische Adelige eingeordnet. Die Rosen, eigentlich nicht zum ursprünglichen Wappen gehörend, sind möglicherweise ein redendes Zeichen oder sollen die Lehensstellung zu den Grafen von Wertheim verdeutlichen

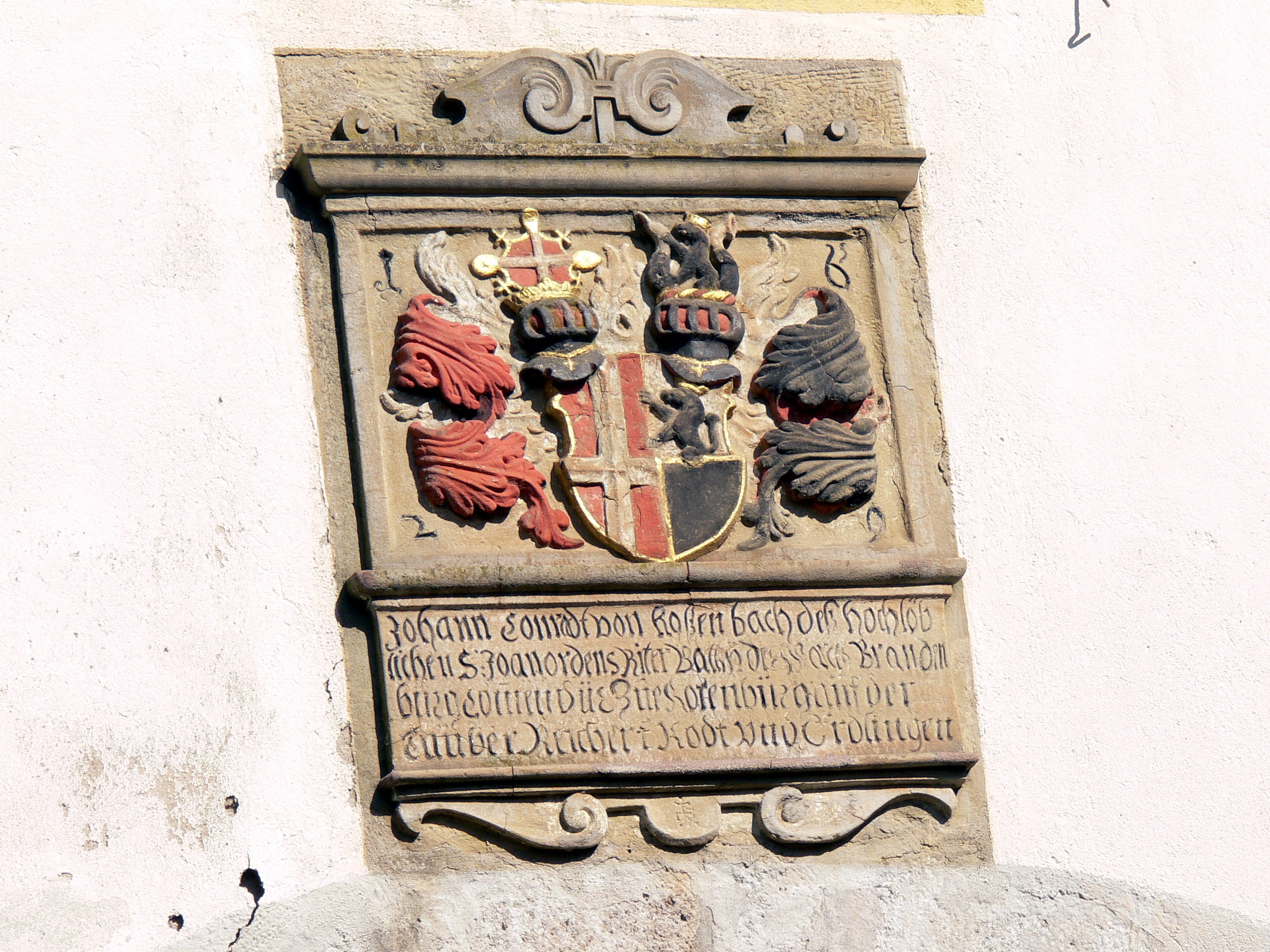
Das zusammengesetzte Wappen von Johann Konrad von Rosenbach, Komtur des Johanniterordens in Rothenburg, heraldisch rechts der Wappenanteil des Johanniterordens, heraldisch links der Wappenteil des rosenbachschen Geschlechts

Die Familie von Rosenbach war ein fränkisches niederadliges uradeliges Geschlecht. Der Stammsitz war die Burg Rosenbach, im Weiler Rosenbach bei Hainstadt gelegen, zur damaligen Grafschaft Wertheim in der Herrschaft Breuberg gehörig. Das Geschlecht war in der Grafschaft Erbach begütert.

## Geschichte
Die Familie von Rosenbach hatte ihren Ursprung innerhalb der Herrschaft Breuberg. Nach Franken zogen die von Rosenbach erst relativ spät. Die Familie hatte mindestens fünf Linien, die sich nur durch den unteren Teil des Wappens unterschieden:
- die Bach von Nalsbach (auch Clebi(t)ze von Nalsbach) – eine heutige Wüstung nordwestlich des Umstädter Stadtteiles Wiebelsbach,
- die Bach von Neustadt[3],
- die Bache von Raypach[4]
- die Bach von Rosenbach, sowie
- die Bach von Waschenbach.

Im Hochstift Würzburg finden sich zahlreiche Namensträger im Domkapitel und in verwaltenden Positionen. Auch im Johanniterorden finden sich ab Anfang des 17. Jahrhunderts beispielsweise mit dem Großprior Wiprecht von Rosenbach auch Mitglieder derer von Rosenbach. Mit Johann Hartmann von Rosenbach stellten sie einen Würzburger Fürstbischof.
Als Teil der fränkischen reichsfreien Ritterschaft war die Familie im Kanton Odenwald und Baunach organisiert. Die Familie starb 1806 aus. Nach Wagner sind bei Erscheinen seines Buches 1862 die Rosenbach als einziger Zweig noch nicht erloschen.
Ein Zweig der Familie ließ sich im 16. und 17. Jahrhundert auch am Oberrhein nieder.

## Besitzungen
- bis 1273 zwei Güter in Wiebelsbach (dann an das Kloster Höchst verkauft)
- bis 1282 Güter zu Breitenbrunn
- 1397 durch die Grafen von Wertheim mit Gütern zu Raibach (heute Teil von Rai-Breitenbach) belehnt
- 1425 Burglehn in Michelstadt durch die Schenken zu Erbach
- 1477 den Zehnten von Sandbach des Klosters Höchst als Pfand erhalten
- Güter um Michelstadt (Wiesen und Äcker)
- Haus und Hof als Burglehn im damaligen Städtchen Neustadt durch die Grafen von Wertheim
- einen Hof in Hainstadt, wohl das um 1500 genannte Dorf Rosenbach, das schon damals zu Hainstadt gehörte und wohl Namensgeber der Familie ist
- eine Hube in Lauerbach
- Erbacher Lehen in Mümling-Grumbach
- der halbe Zehnte von Kirch-Beerfurth[6]
- 1587 Bau des Schlosses Stammheim in Florstadt und bis 1699 im Besitz
- als Ganerben im 16. und 17. Jahrhundert im Teilbesitz der Burg Lindheim im Wetteraukreis
- Herren von Thundorf in Unterfranken mit dem dortigen Wasserschloss (vormals im Besitz derer von Schaumburg)

## Wappen
Der Wappenschild ist silbern-schwarz geteilt, oben wachsend ein schwarzer Löwe, rot gezungt, meist golden gekrönt; teils mit doppeltem, teils mit einfachem Schweif. Die Helmzier derer von Rosenbach ist ein wachsender, gekrönter Löwe zwischen zwei von Silber und Schwarz geteilten Büffelhörnern. Die Helmdecken sind schwarz-silbern. In Johann Siebmachers Wappenbuch findet sich unter der hessischen Ritterschaft ein Rosenbach-Wappen, welches sich in Farben und dem Motiv unterscheidet, aber auch Übereinstimmungen aufweist.

## Persönlichkeiten

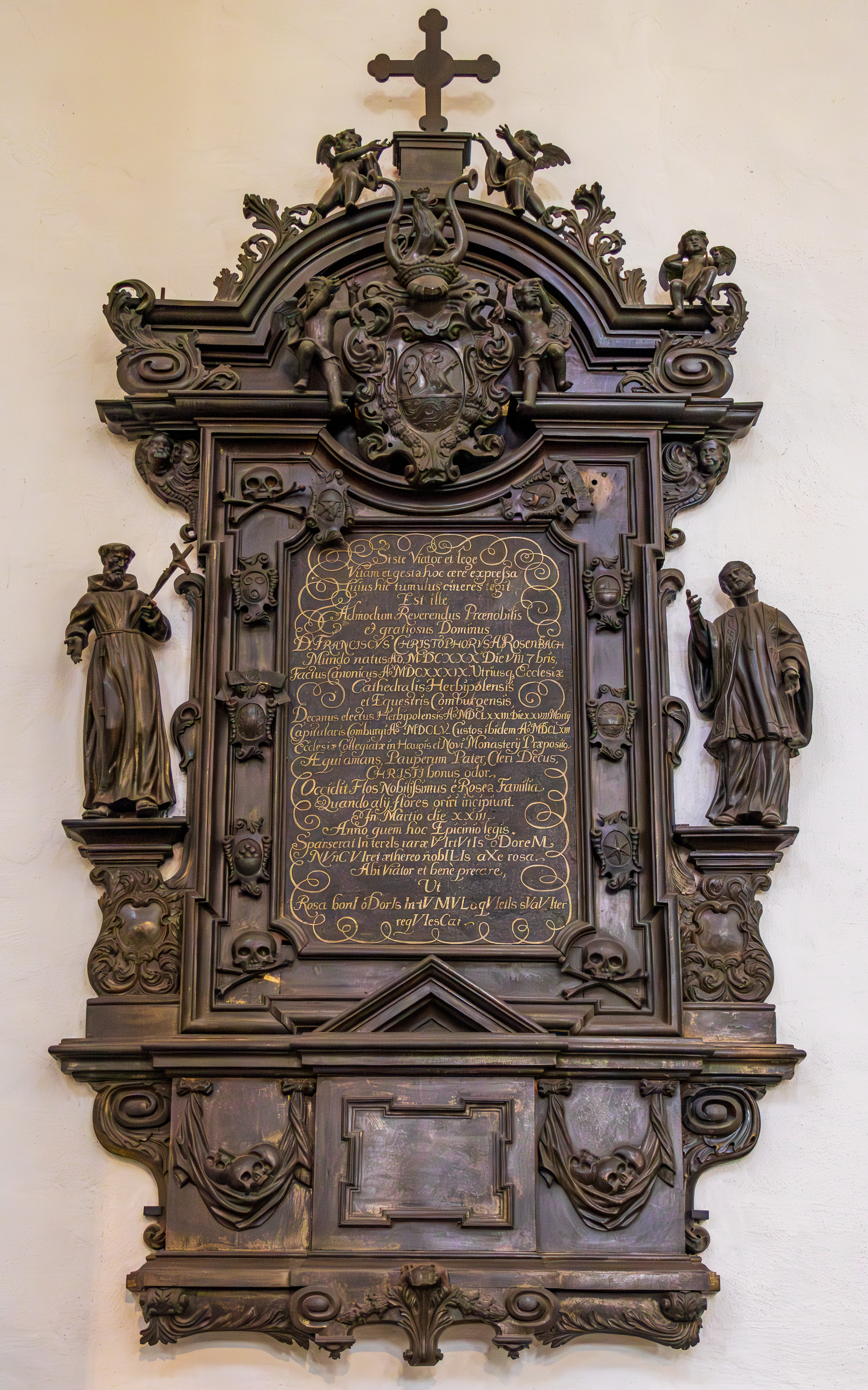
Bronzenes Epitaph von Franz Christoph von Rosenbach im Würzburger Dom

- Johann Hartmann von Rosenbach, Fürstbischof von Würzburg (1673–1675)
- Wiprecht von Rosenbach, Fürst von Heitersheim und Großprior des Johanniterordens (1601–1607)
- Franz Christoph von Rosenbach, Würzburger Domherr und Propst des Kollegiatstifts St. Johann in Haug und des Neumünsterstifts (1630–1687)[7]